# 小槻政重
小槻 政重（おづき の まさしげ、寛治7年（1094年） - 康治3年3月17日（1144年4月21日））は、平安時代後期の貴族。内匠頭・小槻盛仲の養子。実は三善国信の子。官位は正五位下・左大史。

## 経歴
白河院政期後期の保安3年（1122年）実兄である小槻盛仲の後を継いで大夫史となる。約20年に亘って大夫史を務める傍らで算博士を兼帯し、丹後介・丹波介・能登介・播磨介・摂津守などの兼国にも与った。また、位階は正五位下に至っている。
康治3年（1144年）3月17日に卒去。享年51。内大臣・藤原頼長は、政重の死について主君を諫めて決別し自ら餓死した賢人伯夷の故事になぞらえており、政重が何らかの微妙な立場におかれていたことを匂わせている。さらに、その死は官中が衰退せんとしているためである、と評した。事前に、長男の小槻師経が大夫史を務めるにあたって能力に不安があったことから、次男の永業に師経を補佐させることにしていた。しかし、永業に大夫史の職務を補佐させることが、兄弟間の争いへと発展することを危惧したためか、政重はその死に際して、「家を継いで大夫史として出仕することと、大夫史の職務遂行に不可欠の官文書を進退することとが決して分かつことがないように」との起請を書きおいたとされる。ここから、長男・師経を家の後継者たる大夫史とする一方で、次男・永業が官文書の進退に関わる部分を担うことになったことが窺われる。

## 人物
忠義さと正直さを兼ね備えていたという。

## 官歴
- 時期不詳：従五位下
- 保安3年（1122年） 正月：左大史[5]
- 保安4年（1123年） 6月：兼装束使[6]
- 天治元年（1124年） 正月：兼丹後介[7]
- 天治2年（1125年） 日付不詳：見左大史兼算博士丹波介[8]
- 時期不詳：従五位上
- 大治2年（1127年） 12月24日：見兼周防介[9]
- 大治4年（1129年） 正月4日：重服[10]。2月13日：復任[10]。10月22日：重服[10]
- 大治5年（1130年） 2月26日：見正五位下[11]
- 天承元年（1131年） 8月29日：見兼能登介[12]
- 長承元年（1132年） 正月：播磨介[6]
- 保延2年（1136年） 日付不詳：去播磨介[6]
- 保延6年（1140年） 3月：兼播磨介[6]
- 康治元年（1142年） 正月23日：摂津守[13]
- 康治3年（1144年） 3月17日：卒去[14]

## 系譜
『系図纂要』による。
- 養父：小槻盛仲
- 父：三善国信
- 母：不詳
- 生母不詳の子女
  - 男子：小槻師経（?-1157）
  - 男子：小槻永業（?-1165）
  - 男子：小槻隆職（1135-1198）
  - 男子：寛舜
  - 男子：覚玄